# Elizabeth – Das goldene Königreich
Elizabeth – Das goldene Königreich (Originaltitel: Elizabeth: The Golden Age) ist ein britisch-französisches Filmdrama aus dem Jahr 2007 und Fortsetzung des Films Elizabeth aus dem Jahr 1998. Regie führte Shekhar Kapur, das Drehbuch schrieben Michael Hirst und William Nicholson. Cate Blanchett wurde für die erneute Darstellung der Titelfigur wie schon 1999 für den Golden Globe und den Oscar nominiert. In der Kategorie Bestes Kostümdesign wurde der Film mit dem Oscar ausgezeichnet.

## Handlung
Im Jahr 1585 regiert die englische Königin Elisabeth I. – ledig und ohne Nachkommen – ihr Land im 26. Jahr. Als protestantischer Monarchin stehen ihr und ihrem Glauben vor allem Spanien, die römisch-katholische Kirche und – im eigenen Land – die schottisch-katholische Opposition in der Person ihrer Cousine Maria Stuart entgegen. Nachdem es ihrem engsten Berater Walsingham gelungen ist, eine Verschwörung aufzudecken, kommt es zum Eklat. Elisabeth sollte ermordet werden, um Maria auf den Thron von England zu setzen. Elisabeth lässt die Verantwortlichen hinrichten – unter ihnen auch Maria Stuart. Dies sieht der spanische König Philipp II. als Affront gegen sich und die Katholische Kirche – als deren weltlicher Beschützer er sich und sein Land sieht. Er forciert seine bereits laufenden Kriegsvorbereitungen in ganz Europa und stellt die Spanische Armada zum Kampf gegen England und die ihm verhasste Anglikanerin auf.
Am Hof in London sieht sich Elisabeth dem täglichen Werben um ihre Gunst ausgesetzt und bekommt von ihren Beratern ein ums andere Mal neue Kandidaten für eine Heirat präsentiert. Einzig dem draufgängerischen Seeräuber Walter Raleigh gelingt es, das Interesse der Königin zu erringen. Der Hofstaat beobachtet dies mit Argwohn. Elisabeth verliebt sich dennoch in Raleigh, will ihren Gefühlen aus Gründen der Staatsräson aber nicht nachgeben. So ermutigt sie ihre vertrauteste Hofdame Lady Elizabeth, genannt „Bess“, sich mit Raleigh anzufreunden, damit dieser häufiger am Hof weilt. Als Bess bald darauf ein Kind von Raleigh erwartet und ihn ohne das Wissen der Königin heiratet, fühlt sich Elisabeth verraten, verbannt sie vom Hof und lässt Raleigh inhaftieren.
Als sich die spanische Armada 1588 von Lissabon aus in Bewegung setzt und sich unaufhaltsam der englischen Küste nähert, ergreift Elisabeth verzweifelte Maßnahmen, um ihr Land für den Kampf zu rüsten. Sie entlässt alle Gefangenen – darunter auch Raleigh – in die Freiheit. Dieser schließt sich mit seinen Männern der englischen Flotte im Ärmelkanal an. Die aufgrund der spanischen Übermacht schnell in die Defensive geratenen Engländer greifen in stürmischer See zur Kriegslist der Brandschiffe. Dies führt zum Erfolg gegen die im Hafen von Calais vor Anker liegende Armada. Es gelingt den Engländern, einen Großteil der spanischen Schiffe zu versenken oder zu beschädigen. Elisabeth geht siegreich und gestärkt aus dem Kampf gegen Philipp hervor. Sie verabschiedet sich vom sterbenden Walsingham, ihrem langjährigen Berater und engsten Vertrauten, macht ihren Frieden mit Raleigh und Bess und segnet deren neugeborenen Sohn im Bewusstsein, dass sie selbst nur die „Mutter Englands“ sein wird.

## Hintergrund
Der Film wurde in den Shepperton Studios, in Winchester und anderen Orten in England gedreht. Die Weltpremiere fand am 9. September 2007 auf dem Toronto International Film Festival statt. Die breite Veröffentlichung in den USA startete am 12. Oktober 2007 und am 2. November 2007 in Großbritannien. Am 20. Dezember 2007 kam der Film in die deutschen Kinos. Der Film spielte in den Kinos der USA rund 16,4 Millionen US-Dollar ein; das weltweite Einspielergebnis belief sich auf ca. 75,8 Millionen US-Dollar. Im deutschen Free-TV war der Film erstmals am 2. April 2010 im ZDF zu sehen.

## Kritiken
Todd McCarthy schrieb in Variety, dass der Film „weniger golden“ sei als sein Vorgänger. Er sei „melodramatisch“ und konzentriere sich auf die menschlichen Schwächen der Königin; die Filmmusik sei „bombastisch“. Das Drehbuch beinhalte „übliche“ („standard-issue“) politische Intrigen, schwarz-weiße Charaktere und eine vereinfachte Sicht der Geschichte. Die von Blanchett verkörperte Königin wirke wie „aus Fleisch und Blut“. Desson Thomson von der Washington Post meinte, die Fortsetzung von Elizabeth sei eine „aufgeblasene Kostümoper“ („bloated costume opera“), in der Charaktere lediglich Puppen seien. Blanchett spiele die Königin „energisch“, aber ohne eine Botschaft. Ihre Darstellung unterscheide sich von der komplexen Darstellung der Königin Elisabeth I., die Helen Mirren in der TV-Produktion Elizabeth I geboten habe.
„Von exzellenten Darstellern und einer opulenten visuellen Umsetzung getragenes historisches Drama um Spiele auf der Weltbühne der Macht und den Preis, den sie den Akteuren abverlangen“, lautete das Urteil vom Lexikon des internationalen Films. Die Filmzeitschrift Cinema attestierte Cate Blanchett eine „überirdische Aura“, kritisierte jedoch, dass der Film die historischen Ereignisse zu schnell abhandle, um sich dem seelischen Befinden von Elisabeth zu widmen und „in güldenem Gegenlicht und religiösem Symbolismus [zu schwelgen]“. Entstanden sei „[e]in edler Bilderbogen, der doch nie die Klasse und Intensität des Originals erreicht“. Von einer weiteren Fortsetzung sei abzuraten. Das abschließende Fazit lautete: „[O]pulente Historien-Soap, die in Prunk und Pathos fast erstickt.“

## Auszeichnungen (Auswahl)
Oscar 2008

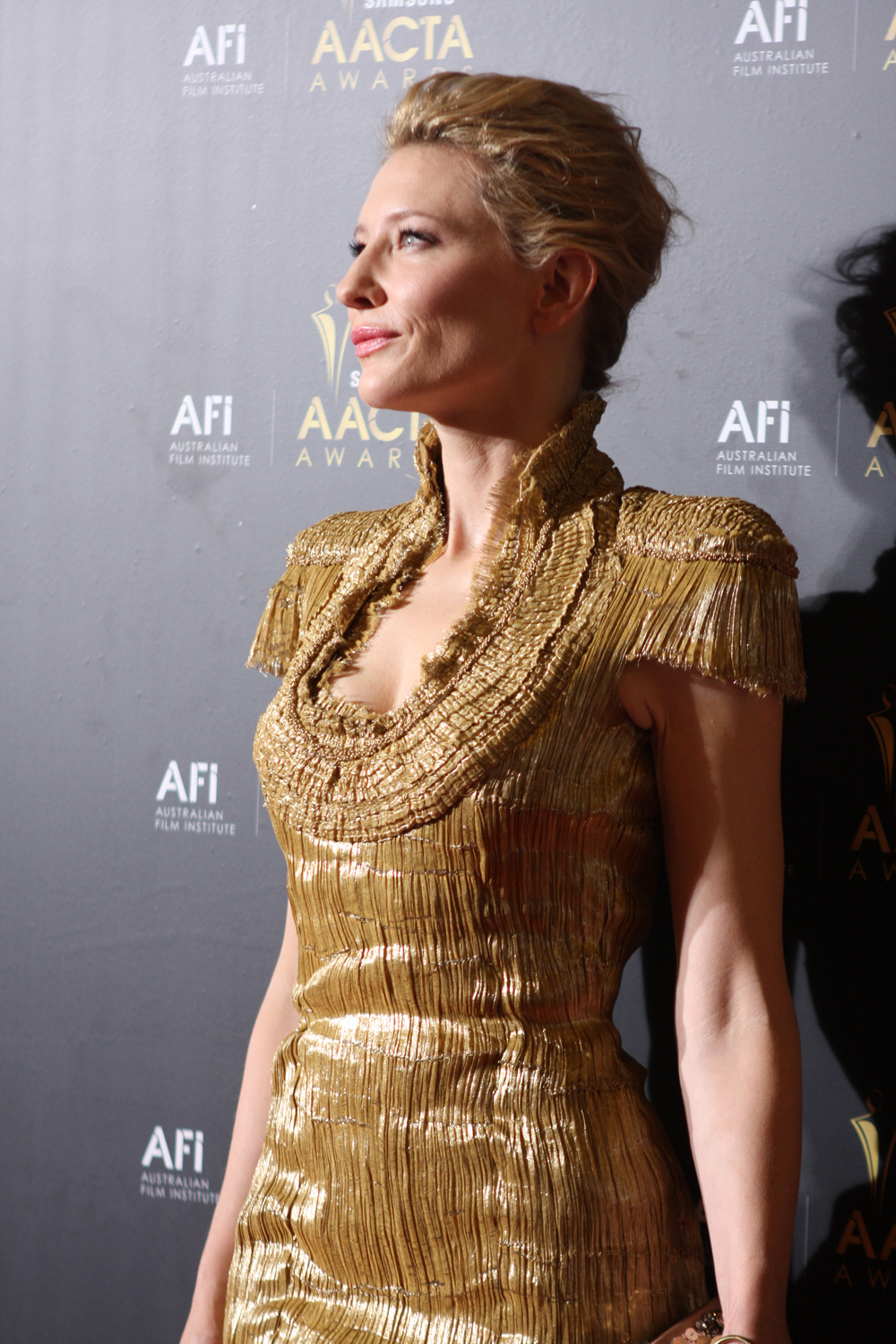
Cate Blanchett bei den Australian Film Institute Awards (2012)

- Bestes Kostümdesign (Alexandra Byrne)
- Nominiert in der Kategorie Beste Hauptdarstellerin (Cate Blanchett)

Golden Globe Awards 2008
- Nominiert in der Kategorie Beste Hauptdarstellerin – Drama (Cate Blanchett)

British Academy Film Awards 2008
- Nominiert in der Kategorie Beste Hauptdarstellerin (Cate Blanchett)
- Nominiert in der Kategorie Beste Kostüme (Alexandra Byrne)
- Nominiert in der Kategorie Bestes Szenenbild (Guy Hendrix Dyas, Richard Roberts)
- Nominiert in der Kategorie Beste Maske (Jenny Shircore)

Australian Film Institute Award
- Beste Darstellerin (Cate Blanchett)

Critics’ Choice Movie Award
- Nominiert in der Kategorie Beste Hauptdarstellerin (Cate Blanchett)

David di Donatello
- Nominiert in der Kategorie Bester europäischer Film

Empire Award
- Beste Darstellerin (Cate Blanchett)

Irish Film and Television Award
- Nominiert für den Publikumspreis in der Kategorie Beste internationale Darstellerin (Cate Blanchett)

Nastro d’Argento
- Nominiert in der Kategorie Bester europäischer Film

Sant Jordi Award
- Beste ausländische Darstellerin (Cate Blanchett)

Satellite Award
- Bestes Szenenbild (Guy Hendrix Dyas, David Allday)
- Bestes Kostümdesign (Alexandra Byrne)

Screen Actors Guild Award
- Nominiert in der Kategorie Beste Hauptdarstellerin (Cate Blanchett)

## Deutsche Fassung
Die deutsche Synchronfassung entstand bei der Interopa Film in Berlin. Das Dialogbuch schrieb Axel Malzacher, der auch die Dialogregie übernahm.
| Rolle                  | Darsteller            | Synchronsprecher         |
| ---------------------- | --------------------- | ------------------------ |
| Elisabeth I.           | Cate Blanchett        | Arianne Borbach          |
| Sir Francis Walsingham | Geoffrey Rush         | Ernst Meincke            |
| Sir Walter Raleigh     | Clive Owen            | Tom Vogt                 |
| Robert Reston          | Rhys Ifans            | Martin Umbach            |
| Elizabeth Throckmorton | Abbie Cornish         | Marie Bierstedt          |
| Maria Stuart           | Samantha Morton       | Sabine Mazay             |
| Sir Amyas Paulet       | Tom Hollander         | Axel Malzacher           |
| William Walsingham     | Adam Godley           | Oliver Siebeck           |
| Dr. John Dee           | David Threlfall       | Otto Mellies             |
| Anthony Babington      | Eddie Redmayne        | Sebastian Schulz         |
| Lord Charles Howard    | John Shrapnel         | Roland Hemmo             |
| Sir Christopher Hatton | Laurence Fox          | Patrick Winczewski       |
| Calley                 | Adrian Scarborough    | Bert Franzke             |
| Francis Throckmorton   | Steven Robertson      | Sven Hasper              |
| Don Guerau De Spes     | William Houston       | Bernd Rumpf              |
| Erzherzog Karl II.     | Christian Brassington | Stefan Puntigam          |
| Sir Francis Drake      | Malcolm Storry        | Engelbert von Nordhausen |